# Paul Szczurek
Paul Szczurek, Paweł Szczurek (ur. 26 czerwca 1908 w Königshütte, zm. 24 stycznia 1948 w Krakowie) – zbrodniarz hitlerowski, członek załogi obozu koncentracyjnego Auschwitz-Birkenau i SS-Unterscharführer.
Urodził się w Królewskiej Hucie (obecnie Chorzów) na Górnym Śląsku i był obywatelem polskim narodowości niemieckiej (niem. Volksdeutscher aus Polen; zeznał: Polakiem czułem się do września 1939 roku). Ukończył szkołę powszechną, z zawodu był hutnikiem. Przed wstąpieniem do SS (nr 430062) w styczniu 1940 służył w wojsku polskim jako podoficer. W październiku 1940 Szczurek został przydzielony do obozu Auschwitz, gdzie pełnił służbę do stycznia 1945, zarówno w obozie macierzystym, jak i w podobozach w Świętochłowicach, Monowicach i Hubertushütte. Pełnił funkcję strażnika, Blockführera (blokowego), a także pracownika biura cenzury listów i paczek dla więźniów. 1 maja 1944 roku uzyskał stopień Unterscharführera (kaprala).
Brał udział w selekcjach Żydów; był znany z bestialstwa, brutalnie bił ofiary zarówno podczas wyładowywania transportów, jak i przy ich odprowadzaniu do komór gazowych. Dopuścił się także kilku indywidualnych morderstw, dokonując m.in. egzekucji pod „ścianą śmierci” bloku 11. Oprócz tego Szczurek okrutnie traktował więźniów bez względu na wiek i płeć, bijąc ich w brutalny sposób, szczując psem czy urządzając karne ćwiczenia.
W pierwszym procesie oświęcimskim przed Najwyższym Trybunałem Narodowym w Krakowie Paul Szczurek został za swoje zbrodnie skazany 22 grudnia 1947 na karę śmierci przez powieszenie. Wyrok wykonano w krakowskim więzieniu Montelupich.